# Brian Reynolds (Computerspielentwickler)

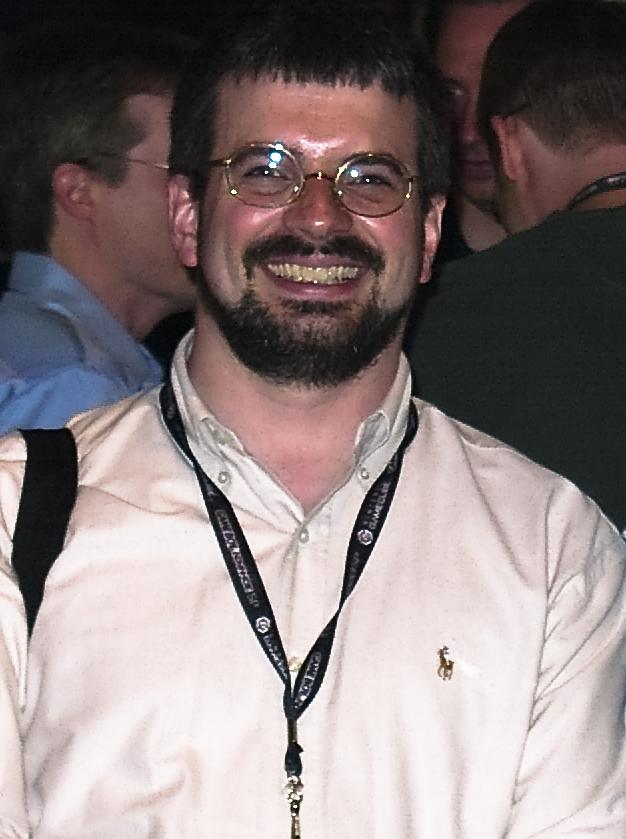
Reynolds auf der E3 2003

Brian Reynolds (* 1967) ist ein US-amerikanischer Computerspielentwickler. Er war führend an der Entwicklung erfolgreicher Spieletitel wie Civilization II, Rise of Nations, Sid Meier’s Alpha Centauri und Frontierville beteiligt. Reynolds war in seiner Karriere für die Entwickler Zynga, Big Huge Games, Firaxis Games und Microprose tätig. Weiterhin war er Vorsitzender der International Game Developers Association (IGDA) und Aufsichtsratsmitglied der Academy of Interactive Arts & Sciences.

## Frühe Jahre
Reynolds erstes veröffentlichtes Spiel trug den Titel Quest 1 und wurde im August 1981 Titelthema des Magazins SoftSide. Reynolds, der während seiner High-School-Zeit ein passionierter Spieler blieb, wurde Sysop für den Großrechner PDP-11 an der Randolph School in Huntsville (Alabama). Nach seinem Abschluss 1990 an der University of the South studierte Reynolds kurzzeitig Philosophie an der University of California, Berkeley. Dieses Studium beeinflusste später maßgeblich Teile seiner Arbeiten an Sid Meier’s Alpha Centauri.

## Karriere
Reynolds begann seine Entwicklerkarriere bei MicroProse, wo er als Lead Programmer an einer Reihe von Grafikadventures arbeitete, darunter Rex Nebular (1992), Return of the Phantom und Dragonsphere (beide 1993). Mit MicroProse-Gründer Sid Meier arbeitete er schließlich an mehreren von dessen Titeln zusammen. Nach seiner Arbeit als Designer an Sid Meier’s Colonization (1994) wurde Reynolds zum leitenden Entwickler für den Nachfolgetitel zu Sid Meier’s Civilization ernannt. Meier hatte Civilization erschaffen, arbeitete zu diesem Zeitpunkt aber an anderen Projekten. Da MicroProse jedoch eine Fortsetzung produzieren wollte, wurde Reynolds gebeten, zusammen mit Douglas Kaufman das Design zu übernehmen. Meier selbst war nur am Rande eingebunden und übernahm trotz der Verwendung seines Namens auf der Spielverpackung lediglich eine beratende Funktion. Der Introbildschirm des Spiels trug daher auch den Untertitel „A Brian Reynolds Design“. Civilization 2 wurde 1996 veröffentlicht und erwies sich großer Verkaufserfolg mit mehreren Millionen verkauften Exemplaren.
Als Meier im selben Jahr MicroProse verließ, folgte Reynolds diesem und wurde ein Mitbegründer von Meiers neuem Entwicklungsstudio Firaxis Games. Reynolds’ erste Arbeit für Firaxis war seine Mitwirkung am Strategiespiel Sid Meier’s Gettysburg (1997), gefolgt von seiner Tätigkeit als Lead Designer für Sid Meier’s Alpha Centauri (1998). Auch Alpha Centauri erwies sich als erfolgreich und wurde Reynolds zweiter Millionenseller.
2000 verließ Reynolds Firaxis Games, verkaufte seine Geschäftsanteile und wurde CEO des von ihm mitbegründeten Entwicklerstudios Big Huge Games. Sein erstes Spiel für Big Huge Games war das Strategiespiel Rise of Nations (2003), gefolgt von Rise of Legends (2006), einem Echtzeit-Strategiespiel in einem Steampunk-Szenario, veröffentlicht im Vertrieb von Microsoft. Gemeinsam mit dem deutschen Spieleautor Klaus Teuber entwickelte Reynolds weiterhin eine Computerspielversion des Brettspiels Die Siedler von Catan (2007) für die Onlinevertriebsplattform Xbox Live Arcade. 2004 wurde er Mitglied des Aufsichtsrats des Branchenverbands International Game Developers Association, 2006 Vorsitzender.
Am 30. Juni 2009 gab der US-amerikanische Spieleentwickler Zynga bekannt, dass Brian Reynolds Big Huge Games verlassen habe, um den Aufbau des neuen Entwicklerteam Zynga East zu leiten, wo er die Aufgabe des Chief Game Designer übernahm. Er leitete unter anderem die Entwicklungsarbeiten an FrontierVille für das soziale Netzwerk Facebook. In dieser Funktion wurde er auch als Aufsichtsratsmitglied der Academy of Interactive Arts & Sciences gewählt. Februar 2013 verließ Reynolds Zynga.
Im selben Monat kündigte Reynolds die Gründung eines neuen Entwicklerstudios an. Das SecretNewCo benannte Unternehmen erhielt im Juli 2013 Kapital unter anderem durch ein Investment des japanischen Spieleherstellers Nexon, der sich dafür im Gegenzug einen Minderheitsanteil am Unternehmen und die Veröffentlichungsrechte am ersten in Entwicklung befindlichen Spiel sicherte. Im Oktober 2014 benannte sich das Unternehmen in Big Huge Games um. Die entsprechenden Namensrechte hatte sich Reynolds in der Auktion der verschiedenen Markenrechte von 38 Studios gesichert. Als erstes Spiel wurde das mobile Free2Play-Strategiespiel DomiNations, ein Spiel im Stil von Clash of Clans bzw. Rise of Nations, mit Veröffentlichung im Jahr 2015 für Apple iOS und Android angekündigt.

## Privatleben
Im August 1994, kurz vor der Veröffentlichung von Colonization, heiratet Reynolds seine Partnerin Jill, eine Grundschullehrerin. Das Paar hat zwei Söhne, Robert und Caleb. Reynolds ist Neffe des Spieleentwicklers Charles Kibler von BreakAway Games.

## Ludografie
- Quest 1 (1981) (Autor)
- Rex Nebular and the Cosmic Gender Bender (1992) (Lead Programmer)
- Return of the Phantom (1993) (Lead Programmer)
- Dragonsphere (1992) (Technical Director)
- Sid Meier’s Colonization (1994) (Designer)
- Sid Meier's Civilization 2 (1996) (Lead Designer)
- Sid Meier's Gettysburg! (1997) (contributions)
- Sid Meier’s Alpha Centauri (1999) (Lead Designer)
- Rise of Nations (2003) (Lead Designer)
  - Rise of Nations: Thrones & Patriots (Add-on, 2004) (Lead Designer)
- Rise of Nations: Rise of Legends (2006) (Project Lead und Lead Designer)
- Catan (2007) (Project Lead und KI)
- Age of Empires 3: The Asian Dynasties (2007) (Creative Director)
- Frontierville (2010) (Chief Game Designer)

## Auszeichnungen
- Origins Award für Sid Meier’s Gettysburg (zusammen mit Sid Meier und Jeff Briggs)

2009 listet das US-amerikanische Online-Spielemagazin IGN Reynolds auf Platz 33 der bedeutendsten Spielautoren aller Zeiten. Im selben Jahr zählte ihn auch das Magazin PC Gamer zu den 49 bedeutendsten Entwicklern.